# Rosenhallon
Rosenhallon (Rubus odoratus) är en art i familjen rosväxter från östra Nordamerika. Den är vanlig som prydnadsväxt i svenska trädgårdar.